# Nadata gibbosa
Espèce
Nadata gibbosa est une espèce de lépidoptères (papillons) nord-américains de la famille des Notodontidae. 
Sa chenille est appelée Chenille à raies jaunes.[réf. nécessaire]